# フォンドメタル
フォンドメタル（Fondmetal SpA）はイタリアの自動車部品メーカーである。ロンバルディア州パロスコに拠点を置いている。主力事業はアルミホイール製造・販売で、フィアットなど欧州メーカーを中心としてOEM販売なども手がける。また同社は1991年から1992年までF1に参戦していた。

## 歴史
フォンドメタルは1970年にガブリエーレ・ルミによって、パロスコというベルガモにある小さなコムーネに設立された。元々ルミの実家は鋳造業を生業としており、ルミ自身も1908年に彼の祖父によって設立された鋳物製鉄工場の三代目オーナーであった。自動車部品の提供を始めたのは二代目のステファノの時代とされている。フォンドメタル設立当初は自動車部品の生産を専業で行っていたわけではなく、主に水道管やインテークマニホールド、クラッチベルハウジング、オイルサンプを製作していた。その後顧客の要求に応えて自動車産業用部品の製造に専念するようになっていくが、70年代の石油危機に端を発した緊縮の時代を経てホイールの提供を事業の中心へ据えていった。1980年代にはマセラティ・ビトゥルボのシリンダーヘッド、エンジンブロックなどの製造にも携わっていた。

## F1
1984年にオゼッラやウィリアムズ・ティレル・リジェといったチームにホイールの供給を始めたことでF1の世界に進出。1988年にオゼッラのスポンサーとなった。

### 1990年
ガブリエーレ・ルミが資本参加し、1990年にはチーム名が前年までの「オゼッラ・スクアドラ・コルセ」から「フォンドメタル・オゼッラ」に替わる。
1990年末にオゼッラのF1部門の全事業を買収して、パロスコに新しい工場を開設し、フォンドメタル F1 SpAとして参戦を開始した。

### 1991年
ドライバーはオゼッラ時代から引き続いてオリビエ・グルイヤールに加えてルーキーのポール・ベルモンドと契約を結んだが、ベルモンドは実績不足と見なされてスーパーライセンス発給が見送られたため、グルイヤールでの1台体制となった。だが、第14戦でAGSのガブリエル・タルキーニとのトレードが行われ、以後はタルキーニが乗った。シーズンを通して予備予選で苦戦が続き、決勝進出は6戦にとどまる。
使用車輛は、第2戦までは暫定で前年型のオゼッラ・FA1Mの改良型のFA1M-Eが使用され、4月28日のサンマリノグランプリでロビン・ハードのフォメットF1が投入され、翌年7月12日のシルバーストンまで使用される。これは、ビスターの倒産したマーチ敷地内(Murdock Rd, Telford Rd)の フォメット1社で設計製造された。
結果の出ないシーズンを送り、フォメットとフォンドメタルの間には亀裂が生じた。ルミはフォメットとのコラボレーションを終了することとした。フォメットはヴェンチュリーによって買収されヴェンチュリーUKと改名、既に開発していた1992年用の車両はヴェンチュリー・LC92としてラルースが使用した。フォンドメタルはセルジオ・リンランド率いるアスタウトと1992年の車両を開発することを発表した。

### 1992年

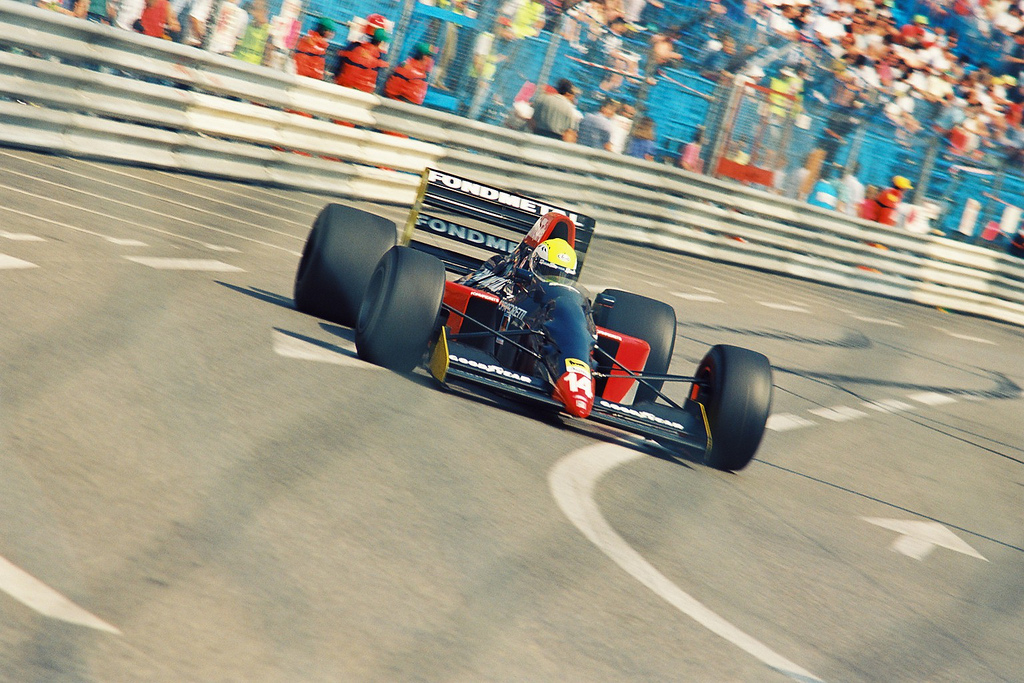
アンドレア・キエーザが1992年モナコグランプリでドライブするGR01

スポーティングレギュレーションの変更ですべてのチームに2台エントリーが義務付けられたことから、ドライバーにタルキーニと新人アンドレア・キエーザの2人を起用した。前年の成績によりタルキーニは前半戦の予備予選を免除された。
前年のフォードワークスエンジンであるフォード・コスワース・HBエンジンを獲得し、出力は100馬力増加した。開幕より序盤は前年型のマシンに搭載、GR01として出走。第7戦カナダGPからは、セルジオ・リンランドがデザインしたニューマシンGR02を投入した。これは、同年用のブラバムのBT61として設計が開始されたマシンで、チーム事情からデビューできなかったマシンだった。
フォードHBエンジン獲得もありタルキーニが時折中上位のグリッドを獲得するなど速さを見せたが、資金不足から信頼性が上がらず完走もままならない状況が続いた。無得点のため後半戦はタルキーニも予備予選組に戻された。第11戦ハンガリーGPからは、キエーザに代えてブラバムからエリック・ヴァン・デ・ポールが移籍した。
ブラバムの多くの設計スタッフで構成された、アスタウトでのシャシーの開発に、かなりの予算を割いた。
ところが買収して続けるには、チーム運営費総額が非常に高額であることが判明し、十分な商業的支援を見つけることができなかったため、ルミは借金を負うのではなく、チームを閉鎖することにして、第13戦イタリアGPをもっての撤退を決断した。

### サプライヤー フォンドテック
チームを失った翌1993年、ルミはゴヴォーニ社から、カズマロのゴヴォーニ風洞を買い取って、関連会社として、ジャン＝クロード・ミジョーを引き抜いて、技術開発会社（イタリアで最初の、レースカー風洞試験用の空気力学R＆Dセンター）のフォンドメタル・テクノロジーズ社（Fondmetal Technologies、略称：Fondtech）を設立し、その運用全てを任せた。
空力ファームによるテクニカル・サポート・サービスという、下請けの形を以て、F1との関わりを継続した。

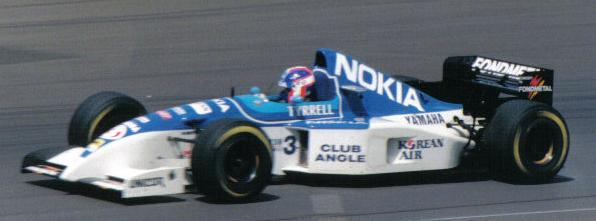
Fondmetal sponsored Tyrrell-023 in 1995

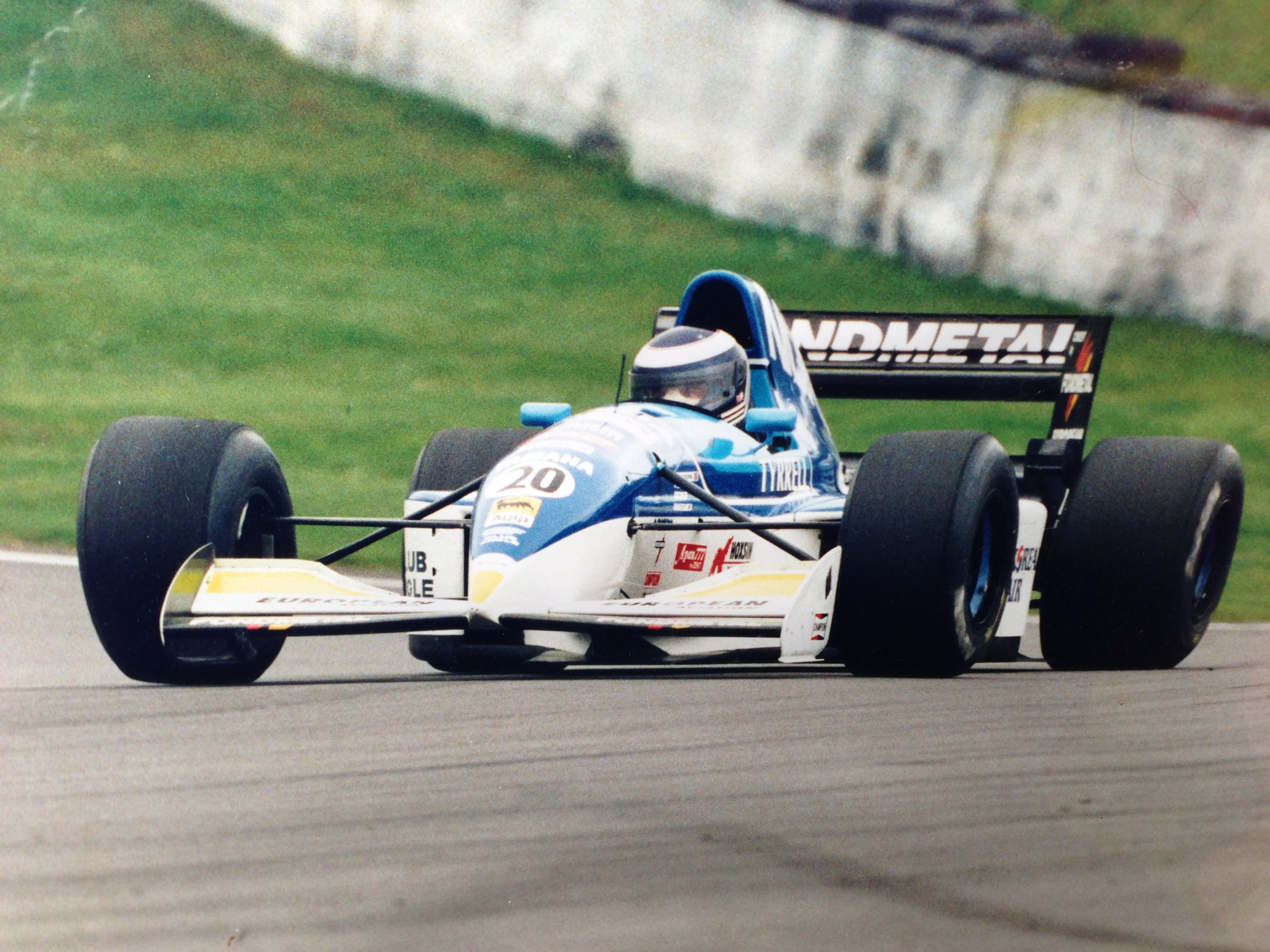
Mike gascoyne driving a Tyrell f1 car in Boss GP series (1999) with Rumi's wallet

1994年から1996年まではティレルと、1996年から1998年はベネトンと技術提携を結んだ。
ティレルには空力スタッフとしてジャン＝クロード・ミジョー本人が出向き、カズマロ風洞を活用してティレルの空力開発全般を率いた。
| マイク・ガスコイン (1990年代略歴) 1989年、26歳でマクラーレンの風洞オペレーターとして、遅咲きのキャリアをスタート。 1990年、ティレルに加入し、クロード・ミジョーコンセプトの019のトラックサイドでの開発に携わり、ポスルスウェイトに認められる。 1991年、ポスルスウェイトに従って、ザウバーF1参戦に向けたC12の設計・開発に関わり、 1993年シーズン、空力チーフとしてレースに帯同し、トラックサイドでC12を開発。 1993年後半、フェラーリ(F92A改修・F93A)経由で、チームの共同オーナーとしてティレルに復帰したボスからの招致で、 翌1994年からポスルスウェイトの副テクニカルディレクター。 |                                       |
| Mike Gascoyne |                                       |
| profile (2011) |                                       |
| 生誕 | 1963年4月2日（61歳） Norwich, England |
| 職業 | CEO of MGI Consultancy                |
| |                                       |
| テンプレートを表示 |                                       |

ハーベイ・ポスルスウェイトとジャン＝クロード・ミジョーとマイク・ガスコインの、この3名は師弟関係にある。この後ガスコインがフォンドテックの風洞サービスに強く関与することになる。

### 1997年以降
フォンドメタル社サイトには、「1997年、フォンドメタルはミナルディF1チームの株式の過半数を取得した。」とある。
ことは多少入り組んではいるが、これにはフラビオ・ブリアトーレが絡んでいる。
1996年末に、ミナルディチームはイタリアのビジネスマングループによって買収される。
フラビオ・ブリアトーレ、ガブリエーレ・ルミ、アレッサンドロ・ナニーニを含む国際的なビジネスマンのコンソーシアムが、チーム株70％を管理する持ち株会社となる。
ブリアトーレの思惑は、ミナルディチームをBATに売り付けることにあったというが、この試みは1997年11月にティレルが売れて挫折し、ブリアトーレのコンソーシアムのコントロールは、ルミに取って代わられ、ミナルディF1チームの株式の過半数をルミがコントロールできる状況になる。
1997年からはルミがミナルディF1チームの株式の過半数を取得し、共同オーナーを務めた。というその裏側には、ブリアトーレとのシーソーゲームがあり、それは、2000年に再燃し、フェルナンド・アロンソのF1デビューを絡めたテレフォニカへの転売企画が死期の迫ったルミをたいそう悩ませた。
1998年からの3年は、ルミはミナルディF1チームの保護者になり、フォンドテックの空力サービスを持ち込み (1999年 - 2000年)、1998年から始めたコスワースエンジンの自社リビルトプロジェクトでの、フォンドメタルバッジネームエンジンの搭載 (2000年)など目を見張る挑戦ではあったが、2001年2月4日に、コンソーシアムの所有していた株式を取りまとめてポール・ストッダートに衣鉢を引き継ぎ、程なく死去した。

### レースのタイムライン
| 1983      | フォンドメタル社            | フォーミュラ1世界選手権向けに初のマグネシウムモノブロックホイールを発表 |
| 1984      | フォンドメタル社            | オゼッラF1チームの公式サプライヤーとなる |
| 1986-1992 | フォンドメタル社            | F1世界選手権で3勝したウイリアムズF1チームの公式サプライヤーとなる |
| 1990-1992 | フォンドメタル社            | 独自のチームフォンドメタルF1でフォーミュラ1世界選手権に参加 |
| 1993      | フォンドメタル社            | 空気力学者のジャン＝クロード・ミジョーの協力により イタリアでレースカーと風洞試験のための最初の空気力学R&Dセンターが誕生 (フォンドメタル・テクノロジーズ社 = フォンドテック) |
| 1994-1995 | フォンドテック              | ティレルが、レースカーの空力研究と開発を委託 |
| 1996-1998 | フォンドテック              | ベネトンが、レースカーの空力研究と開発を委託 |
| 1997      | フォンドメタル社            | ミナルディF1チームの株式の過半数を取得し、ガブリエレ・ルミが指揮 |
| 1999-2000 | フォンドメタル社            | コスワースから、資格のあるエンジニアのサポート下に施設を利用する権利を購入し フォンドメタルV10と名付けた、自チームが使用するV10エンジンをオーバーホール構築                  |
| 1999-2000 | フォンドテック              | ミナルディF1チームが、レースカーの空力研究と開発を委託 |
| 2001-2006 | フォンドテック              | (新風洞の完成に伴い) ルノーF1の2番目の空力開発チームとなる R202 ルノーと共にフォーミュラ1世界選手権(2005年と2006年)で2度優勝                                                 |
| 2003-2009 | エアロラボ                  | フォンドテックの子会社として設立 (Aerolab) (ダラーラの資本参加、2009年資本参加解消)                                                                                          |
| 2003-2006 | エアロラボ                  | (風洞完成に伴い) トヨタF1の2番目の空力開発チームとなる (トヨタはさらに新風洞を建設)                                                                                          |
| 2007-2009 | エアロラボ                  | スパイカーF1(2007年)の空力開発チーム (2008年にフォース・インディア) |
| 2010-2012 | エアロラボと フォンドテック | 2012年にケータハムF1となる チーム・ロータス(2010–2011)のF1レースカーの空力開発を独占                                                                                         |

### 2001年以降
2003年、FondTechとダラーラ・アウトモビリの合弁会社「Aerolab」の設立(サンターガタ・ボロニェーゼ)
これは、FondTechによる増設計画に、ダラーラが資金提供したもので、2004年に新トンネルの開通。
2009年からFondTechの所有となる。
| 年                                                   | クライアント         | 風洞                      |                              | マイク・ガスコイン職歴 | マイク・ガスコイン職歴 |
| ---------------------------------------------------- | -------------------- | ------------------------- | ---------------------------- | ---------------------- | ---------------------- |
| 2001-2006                                            | ルノーF1             | フォンドテック            | 2番目の空力開発チーム        | 2001-2003              | ベネトン / ルノー      |
| ルノーとともに、F1世界選手権（2005年と2006年）で優勝 |                      |                           |                              |                        |                        |
| 2003-2006                                            | トヨタF1             | エアロラボ                | 2番目の空力開発チーム        | 2004-2006.04           | トヨタ                 |
| 2006                                                 | (ニック・ワース) FIA | フォンドテック            | CDG wing conceptの空力開発   |                        |                        |
| 2007                                                 | スパイカーF1         | エアロラボ                | 空力開発チーム               | 2006.09-2007           | スパイカー             |
| 2008-2009                                            | フォース・インディア | エアロラボ                | 空力開発チーム               | 2008-2008.11           | フォース・インディア   |
| 2010-2012                                            | チーム・ロータス     | エアロラボ+フォンドテック | 空力開発のための唯一のチーム | 2009-2012              | ロータス               |
| 2012-                                                | ケータハムF1         | エアロラボ+フォンドテック | 空力開発チーム               | 2012-                  | ケータハム             |

## 変遷表
| 年     | エントリー名                              | 車体型番       | タイヤ | エンジン                  | 燃料・オイル | ドライバー                                                               | ランキング | 入賞数 |
| ------ | ----------------------------------------- | -------------- | ------ | ------------------------- | ------------ | ------------------------------------------------------------------------ | ---------- | ------ |
| 1990年 | フォンドメタル・オゼッラ                  | FA1M89,FA1ME   | P      | フォードDFR               | Agip         | オリビエ・グルイヤール                                                   | 10         | 0      |
| 1991年 | フォンドメタル F1 SpA                     | FA1ME,Fomet F1 | G      | フォードDFR               | Agip         | オリビエ・グルイヤール ガブリエル・タルキーニ                            | 17         | 0      |
| 1992年 | フォンドメタル F1 SpA                     | GR01,GR02      | G      | フォードHB5               | Agip         | ガブリエル・タルキーニ アンドレア・キエーザ エリック・ヴァン・デ・ポール | 15         | 0      |
|        |                                           |                |        |                           |              |                                                                          |            |        |
| 1998年 | ミナルディ・チーム                        | M198           | B      | フォード ZETEC-R P6       |              | 中野信治 エスティバン・トゥエロ                                          | 10         | 0      |
| 1999年 | フォンドメタル・ミナルディ ・フォード     | M01            | B      | フォード ZETEC-R VJ       |              | ルカ・バドエル* マルク・ジェネ ステファン・サラザン (第2戦)              | 10         | 1      |
| 2000年 | テレフォニカ・ミナルディ ・フォンドメタル | M02            | B      | フォンドメタル ZETEC-R VJ |              | マルク・ジェネ ガストン・マッツァカーネ                                  | 10         | 0      |